# HD 37124
HD 37124 (Gliese 209 / GJ 209 / HIP 26381) es una estrella de magnitud aparente +7,68 en la constelación de Tauro, situada cerca de ζ Tauri. Desde 2005 se conoce la existencia de tres planetas extrasolares en órbita alrededor de esta estrella.

## Características físicas
HD 37124 es una enana amarilla de tipo espectral G4V que se encuentra a 108 años luz de distancia del sistema solar.
Tiene una temperatura efectiva de 5636 K y su luminosidad equivale al 84% de la luminosidad solar.
Apenas un 2% más grande que el Sol, gira sobre sí misma con una velocidad de rotación proyectada de 1,2 km/s.
Su masa es entre un 15% y un 25% inferior a la de nuestra estrella.
No existe consenso en cuanto a su edad; una fuente la señala como una estrella de solo 570 millones de años mientras que otra la distingue como una estrella antigua de 11.700 millones de años de edad.
La metalicidad —abundancia relativa de elementos más pesados que el helio— de HD 37124 es muy inferior a la solar ([Fe/H] = -0,44); elementos de captura neutrónica como itrio, zirconio, bario y cerio muestran el mismo comportamiento.

## Sistema planetario

Dimensiones de los planetas.

El sistema planetario de HD 37124 consta de tres planetas. De acuerdo a su masa —ver tabla debajo—, se piensa que los tres pueden ser gigantes gaseosos.
| Acompañante (En orden desde la estrella) | Masa (MJ) | Período orbital (días) | Semieje mayor (UA) | Excentricidad |
| ---------------------------------------- | --------- | ---------------------- | ------------------ | ------------- |
| HD 37124 b                               | > 0,61    | 154,46 ± 0,369         | 0,53               | 0,055         |
| HD 37124 c                               | > 0,6     | 843,6                  | 1,64               | 0,14}         |
| HD 37124 d                               | > 0,66    | 2295                   | 3,19               | 0,2           |